# 迷失：穿越多莫斯
《迷失：穿越多莫斯》（英語：Lost: Via Domus，拉丁语，大意为“归家的路”），欧洲版称为《迷失：电子游戏》（Lost: The Video Game），该游戏根据ABC电视台同名电视剧改编。游戏在电视剧第三季结束后的2008年2月发布，涵盖Windows、PlayStation 3和XBOX 360平台。在游戏中，玩家将控制艾略特·马斯洛，一位在飞机事故中的幸存者且失去过去记忆。尽管艾略特未在剧中出现，但是游戏中的大部分角色以及迷失的神秘岛屿等地方均出自电视剧。剧中的一众主创均在游戏中担任配音，迈克·吉亚奇诺也为游戏创作背景音乐。